# Provimi
Provimi était une entreprise de fabrication d'aliments pour animaux.

## Histoire
Provimi a été fondée en 1927 à Rijnhaven (Rotterdam), aux Pays-Bas en tant que société commerciale pour les agriculteurs néerlandais.
En 1971, le groupe agricole américain Central Soya rachète Provimi.
En 1988, Central Soya est racheté par le Groupe ERIDANIA Béghin-Say SpA, un grand conglomérat agroalimentaire, filiale du groupe chimique italien Montedison. Dans les années qui suivent, Provimi connaît une période de forte expansion interne et externe mondiale jusqu'en 2001, date à laquelle le Groupe Montedison décide de scinder sa filiale ERIDANIA Béghin-Say SpA en quatre sociétés indépendantes :
- Béghin-Say, pour l'ensemble des activités de la branche sucre et dérivés, N° 2 en Europe avec un chiffre d'affaires (2000) de 1 979,8 millions €uros et une production de 2,24 millions de tonnes de sucre,
- Cerestar, pour l'ensemble des activités de la branche amidon et dérivés, N° 1 en Europe avec un chiffre d'affaires de 403,1 millions €uros,
- Cereol, pour l'ensemble des activités de la branche oléagineux, huiles alimentaires, protéines et lécithines, N°1 en Europe avec un chiffre d'affaires de 4 900 millions €uros,
- Provimi, pour l'ensemble des activités de la branche nutrition animale, avec un chiffre d'affaires de 267,6 millions €uros.

En 2002, Provimlux, société holding contrôlée conjointement par des fonds conseillés par CVC Capital Partners et PAI Partners, rachète la participation majoritaire de 53,66 % de Provimi. Après l'exécution ultérieure d'une offre permanente, Provimlux détenait 74,05% de Provimi, qui restait cotée sur Euronext. Dans les années qui suivent, Provimi poursuit sa croissance externe.
En avril 2007, Permira rachète la majorité des actions de Provimi auprès de CVC Capital Partners et PAI Partners. Le Groupe Provimi est radié de la Bourse d'Euronext à Paris le 6 novembre 2009 et est détenu à 100% par KoroFrance SAS, société indirectement contrôlée par des fonds d'investissement gérés ou conseillés par Permira Advisers LLP.
En novembre 2011, la société est rachetée par Cargill pour 1,5 milliard d'€uros (2,1 milliards de dollars américains) pour 780 millions d'euros.
La société Provimi International est dissoute le 27 mai 2013.
La société holding Provimi est dissoute le 18 janvier 2016.